# المفوضية الإسلامية في إسبانيا
المفوضية الإسلامية في إسبانيا هي الجهاز الممثل الشرعي للإسلام وللمسلمين في إسبانيا أمام المواطنة والإدارة للتمثيل وللمفاوضات وللتوقيع ولمتابعة الاتفاقات المعقودة على الإسلام والدولة بالقانون رقم 26 / 1992.
المفوضية الإسلامية في إسبانيا يجتمع دوريا مع ممثلين عن الإدارة في اللجنة المشتركة بعدد متماثل، بالإضافة إلى الاتصالات المفصلية مع وزارة شؤون رئاسة الحكومة على المبادرات التشريعية، ومهمتها الإدارة العامة للشؤون الدينية في وزارة العدل.

## موجز تاريخي
إصدار في عام 1967 في إسبانيا أول قانون الذي يسمح للمسلمين أن ينظموا أنفسهم، بعد قرون من اقواس، تشكل نفسها في عام 1968 أول جمعية الإسلامية في مليلة، من الطابع المحلي، وفي عام 1971، من النطاق الوطني مع مقر مركزي في مدريد، الجمعية الإسلامية في إسبانيا.
بعد الدستور الحالي، صدر القانون الأساسي للحرية الدينية، الآن في حيوية وشكل اتحاد الجمعيات الإسلامية في إسبانيا، كما يجري إنشاء الفدرالية الإسبانية للهيئات الدينية الإسلامية المقبل، لتشكل معا كلا من المفوضية الإسلامية في إسبانيا، وهي تدمج في مجلس الإسلامي للتعاون في أوروبا وممثل الجهاز أمام الإتحاد الأوروبي.
أنشئت هذه الهيئة في عام 1992، وكان من بين مؤسيسيها منصور إسكوديرو. حصلت سنة 2010 على منحة تقدر ب 623500 €، تتألف حاليا من هذين الاتحادين: اتحاد الجمعيات الإسلامية في إسبانيا (UCIDE)، بقيادة رياج ططري والاتحاد الأسباني للكيانات الدينية الإسلامية (FEERI) برئاسة محمد أحمد علي.
منذ 2007 تطالب العديد من الجمعيات المحلية، والتي لم تنخرط في أي من هذه الاتحادات، بالانضمام للمفوضية الإسلامية في إسبانيا ويطالبون بتجديدها. وسعت حكومة خوسيه لويس روديغيث ثاباتيرو سنة 2010، إلى إصلاح ودمقرطة هذه المؤسسة.
سنة 2010 كان عدد الجمعيات الإسلامية يبلغ 791 في سجل وزارة العدل، 58٪ تنتمي إلى UCIDE، و9٪ إلى FEERI والباقي 32٪، (254) يبقى خارج هذين الاتحادين.

## ممثلون
الإدارة للمفوضية الإسلامية في إسبانيا تتكون من رؤساء الاتحاد والفدرالية:
- نائب رئيس (من الفدرالية): السيد محمد أحمد علي الزيلاشي، رئيس الجمعية الإسلامية في سبتة.
- رئيس (من الاتحاد): سيدي رياج ططري، قائد الجديرين النظام الخدمة المدنية، ونائب رئيس مجلس الإسلامي للتعاون في أوروبا.

ظهرت مؤخرا عدة منظمات مستقلة

## وصلات خارجية
- اتحاد الجمعيات الإسلامية في إكستريمادورا
- اتحاد الجمعيات الإسلامية في إسبانيا